# Eressa analis
Eressa analis är en fjärilsart som beskrevs av Aurivillius 1925. Eressa analis ingår i släktet Eressa och familjen björnspinnare. Inga underarter finns listade i Catalogue of Life.